# Surinamische Badmintonmeisterschaft 2012
Die Surinamische Badmintonmeisterschaft 2012 fand vom 9. bis zum 11. November 2012 in Paramaribo statt. 

## Sieger und Platzierte
| Disziplin    | Gold                                   | Silber                               | Bronze                          |
| ------------ | -------------------------------------- | ------------------------------------ | ------------------------------- |
| Herreneinzel | Mitchel Wongsodikromo                  | Irfan Djabar                         | Redon Coulor                    |
| Herreneinzel | Mitchel Wongsodikromo                  | Irfan Djabar                         | Dylan Darmohoetomo              |
| Dameneinzel  | Crystal Leefmans                       | Danielle Melchiot                    | Rugshaar Ishaak                 |
| Dameneinzel  | Crystal Leefmans                       | Danielle Melchiot                    | Santusha Ramzan                 |
| Herrendoppel | Redon Coulor Mitchel Wongsodikromo     | Dylan Darmohoetomo Irfan Djabar      | Oscar Brandon Gilmar Jones      |
| Herrendoppel | Redon Coulor Mitchel Wongsodikromo     | Dylan Darmohoetomo Irfan Djabar      | Alrick Toney Alroy Toney        |
| Damendoppel  | Crystal Leefmans Priscille Tjitrodipo  | Sherifa Jameson Quennie Pawirosemito | Rugshaar Ishaak Santusha Ramzan |
| Mixed        | Mitchel Wongsodikromo Crystal Leefmans | Dylan Darmohoetomo Rugshaar Ishaak   | Alroy Toney Arantxa Ilahibaks   |
| Mixed        | Mitchel Wongsodikromo Crystal Leefmans | Dylan Darmohoetomo Rugshaar Ishaak   | Gilmar Jones Janet De Freitas   |